# Butterfly (木村KAELA單曲)
《Butterfly》，日本女歌手木村KAELA的單曲，線上下載限定。2009年6月1日發行。

## 簡介
《Butterfly》原是木村KAELA為好友的婚禮寫成的祝福歌曲。2009年4月下旬開始被用作RECRUIT的結婚情報雜誌《ZEXY》的電視廣告歌曲。同年6月24日發行的錄音室專輯《HOCUS POCUS》收錄了這首歌。並且在6月1日先行在iTunes和RecoChoku等提供付費下載，6月10日又在mora開放下載。
作為廣告歌曲引起了巨大的話題性，在各大下載排行榜上均取得冠軍。更在iTunes和mora的下载年度排行榜上高踞第2位。
2009年年底，木村首次被邀請上NHK紅白歌合戰（第60回）上演唱這首歌。
紅白之後，歌曲的下載量飆升20倍以上，更是同時在RecoChoku的手機全曲下載榜和片段下載榜上取得冠軍。累計總下載量超過200萬次。

## 製作人員
- 作詞：木村KAELA
- 作曲、編曲：末光篤

## 脚注
1. ↑  [.   [2011-03-14]. （原始内容存档于2018-11-29）. ]
2. ↑  .   [2011-03-14]. （原始内容存档于2011-06-12）.
3. ↑  .   [2011-03-14]. （原始内容存档于2011-11-23）.
4. ↑  .   [2011-03-14]. （原始内容存档于2010-07-15）.
5. ↑  .   [2011-03-14]. （原始内容存档于2010-01-10）.